# Foot-Ball Associazione Novara 1925-1926
Questa pagina raccoglie i dati riguardanti la Foot-Ball Associazione Novara nelle competizioni ufficiali della stagione 1925-1926.

## Stagione
Nella stagione 1925-1926 il Novara disputa il girone A del campionato di Lega Nord di Prima Divisione, raccoglie 18 punti con il nono posto finale, per un solo punto perde la possibilità di mantenere la categoria, solo le prime otto infatti mantengono il privilegio di disputare il prossimo massimo campionato. Retrocede con Udinese, Pisa e Legnano. Sulla panchina azzurra il tecnico austriaco Alfred Schäffer. Miglior marcatore novarese di stagione Giustiniano Marucco che firma nove reti. Nel torneo il Novara raccoglie sei vittorie, sei pareggi e dieci sconfitte. Con la riforma dei campionati il Novara resta di fatto in Prima Divisione ma declassato, perché il massimo campionato ora si chiama Divisione Nazionale e gli azzurri piemontesi vi sono esclusi stante il nono posto ottenuto, per ritornarvi hanno a disposizione un mini torneo di qualificazione da disputare ad agosto-settembre 1926, ma dopo aver superato il Mantova nei quarti ed il Parma in semifinale, perdono la finale con i cugini alessandrini, che restano quindi nella nuova Divisione Nazionale. Scudetto alla Juventus che vince il girone B di Lega Nord, supera il Bologna vincitore del girone A, e poi nella doppia finale supera l'Alba Roma che ha vinto il girone centro-meridionale, per i bianconeri torinesi è il secondo scudetto, ventuno anni dopo il primo.

## Rosa
| N. |                     | Ruolo | Calciatore        |
| -- | ------------------- | ----- | ----------------- |
|    | Italia (bandiera)   | C     | Renato Beccuti    |
|    | Italia (bandiera)   | C     | Romolo Bollea     |
|    | Italia (bandiera)   | A     | Serafino Carrera  |
|    | Italia (bandiera)   | A     | Renato Clerici    |
|    | Italia (bandiera)   | C     | Carlo Crotti      |
|    | Italia (bandiera)   | C     | Raffaele D'Aquino |
|    | Italia (bandiera)   | A     | Dagnino           |
|    | Italia (bandiera)   | A     | Dotti             |
|    | Ungheria (bandiera) | P     | Ferenc Fehér      |
|    | Italia (bandiera)   | A     | Angelo Galli (II) |

| N. |                     | Ruolo | Calciatore          |
| -- | ------------------- | ----- | ------------------- |
|    | Ungheria (bandiera) | A     | Lajos Nemes Kovács  |
|    | Italia (bandiera)   | A     | Giustiniano Marucco |
|    | Italia (bandiera)   | D     | Enrico Patti        |
|    | Italia (bandiera)   | C     | Giovanni Pestarini  |
|    | Italia (bandiera)   | D     | Piero Ragaglia      |
|    | Italia (bandiera)   | C     | Ettore Reynaudi     |
|    | Italia (bandiera)   | C     | Adamo Roggia        |
|    | Italia (bandiera)   | A     | Achille Rosina      |
|    | Italia (bandiera)   | D     | Bruno Varalli       |

## Risultati

### Prima Divisione

#### Girone A

##### Girone di andata
| Legnano 4 ottobre 1925 1ª giornata | Legnano             | 0 – 0 | Novara | Stadio Comunale\| Arbitro: \| Sanguineti (Genova) \| |
| Arbitro:                           | Sanguineti (Genova) |       |        |                                                      |

| Arbitro: | Moro (Sampierdarena) |

|                                               |           |             |
| Baldi 35’ Muzzioli 72’ Schiavio 80’ Pozzi 86’ | Marcatori | 52’ Carrera |

| Arbitro: | Sessa (Milano) |

|  |           |                        |
|  | Marcatori | 2’ Libonatti 53’ Janni |

| Novara 25 ottobre 1925 4ª giornata | Novara                | 0 – 0 | Casale | Campo di via Lombroso\| Arbitro: \| [1]Biagini (Alessandria) \| |
| Arbitro:                           | Biagini (Alessandria) |       |        |                                                                 |

| Arbitro: | Bellandi (Milano) |

|                          |           |                         |
| B. Poggi 50’ Fontana 65’ | Marcatori | 10’ Crotti 33’ Ragaglia |

| Arbitro: | Moro (Sampierdarena) |

|                                           |           |                                 |
| Merciai 26’ Gagliardi 41’ Favati 76’, 78’ | Marcatori | 29’ Crotti 33’ Rosina 70’ Dotti |

| Arbitro: | De Renzis (Genova) |

|                                                                 |           |                                                  |
| Rivolta 19’ Schonfeld 29’, 53’ L. Cevenini 32’ (rig.) 49’ Conti | Marcatori | 46’, 57’ R. D'Aquino 61’ Crotti 77’ (rig.) Feher |

| Arbitro: | Petariny (Trieste) |

|                               |           |                             |
| Porta 46’ Balacics 63’ (rig.) | Marcatori | 15’ Carrera 42’ R. D'Aquino |

| Arbitro: | Livraghi (Milano) |

|  |           |                    |
|  | Marcatori | 83’ (rig.) Winkler |

| Arbitro: | Germani (Padova) |

|                                             |           |            |
| Bonardi 9’ Bissolotti 18’ Giuliani 37’, 54’ | Marcatori | 8’ Marucco |

| Arbitro: | Bellandi (Milano) |

|            |           |                       |
| Pollak 80’ | Marcatori | 2’ Dotti 70’ D'Aquino |

##### Girone di ritorno
| Arbitro: | Grossi (Milano) |

|                                 |           |             |
| Dotti 22’ Crotti 68’ Rosina 75’ | Marcatori | 21’ Bottini |

| Arbitro: | Pinasco (Sestri Ponente) |

|                    |           |                   |
| Marucco 81’ (rig.) | Marcatori | 32’, 50’ Schiavio |

| Arbitro: | Turbiani (Ferrara) |

|                              |           |           |
| Baloncieri 37’ Libonatti 76’ | Marcatori | 7’ Rosina |

| Arbitro: | Sguerso (Savona) |

|           |           |             |
| Gabba 73’ | Marcatori | 40’ Carrera |

| Arbitro: | Turbiani (Ferrara) |

|                                          |           |             |
| Ravasio 1’ (aut.) Rosina 71’ Marucco 89’ | Marcatori | 16’ Fontana |

| Arbitro: | Dani (Genova) |

|                         |           |  |
| Marucco 18’, 60’ (rig.) | Marcatori |  |

| Arbitro: | Benetti (Modena) |

|             |           |           |
| Marucco 26’ | Marcatori | 76’ Conti |

| Arbitro: | Pozzi (Mantova) |

|             |           |                      |
| Marucco 18’ | Marcatori | 25’, 49’ G. Chiecchi |

| Arbitro: | Turra (Padova) |

|                                                     |           |                 |
| Vaccari 31’ Vezzani 32’ Breviglieri 70’ Mazzoni 72’ | Marcatori | 48’ R. D'Aquino |

| Arbitro: | Dani (Genova) |

|                                                            |           |              |
| Trivellini 22’ (aut.) R. D'Aquino 47’ Rosina 70’, 72’, 89’ | Marcatori | 81’ Giuliani |

| Arbitro: | Musso (Torino) |

|                                                                                   |           |                                 |
| R. D'Aquino 3’ Tosolini 12’ (aut.) Marucco 25’ (rig.), 80’ (rig.) Crotti 51’, 65’ | Marcatori | 20’ Spivach 40’, 55’ Semintendi |

#### Torneo di qualificazione alla Divisione Nazionale
| Arbitro: | Bonello (Venezia) |

|                                                |           |  |
| Marucco 75’ (rig.), 85’ Dagnino 82’ Crotti 89’ | Marcatori |  |

| Arbitro: | U. Gama (Milano) |

|                                                 |           |                                                |
| Crotti 5’ Marucco 10’, 21’ Ghirelli 118’ (aut.) | Marcatori | 18’ Agostinelli 25’ Preuss 44’ (rig.) Ghirelli |

| Arbitro: | A. Gama (Milano) |

|                          |           |                         |
| Cattaneo 85’ Tosini 106’ | Marcatori | 62’ Carrera 107’ Crotti |

| Arbitro: | A. Gama (Milano) |

|                                   |           |             |
| E. Banchero 50’ Cattaneo 63’, 66’ | Marcatori | 20’ Carrera |

## Statistiche

### Statistiche di squadra
| Competizione    | Punti | In casa | In casa | In casa | In casa | In casa | In casa | In trasferta | In trasferta | In trasferta | In trasferta | In trasferta | In trasferta | Totale | Totale | Totale | Totale | Totale | Totale | DR |
| Competizione    | Punti | G       | V       | N       | P       | Gf      | Gs      | G            | V            | N            | P            | Gf           | Gs           | G      | V      | N      | P      | Gf     | Gs     | DR |
| --------------- | ----- | ------- | ------- | ------- | ------- | ------- | ------- | ------------ | ------------ | ------------ | ------------ | ------------ | ------------ | ------ | ------ | ------ | ------ | ------ | ------ | -- |
| Prima Divisione | 18    | 11      | 5       | 2       | 4       | 22      | 14      | 11           | 1            | 4            | 6            | 18           | 28           | 22     | 6      | 6      | 10     | 40     | 42     | -2 |

### Statistiche dei giocatori
| Giocatore     | Prima Divisione | Prima Divisione |
| Giocatore     | Presenze        | Reti            |
| ------------- | --------------- | --------------- |
| R. Beccuti    | 11              | 0               |
| R. Bollea     | 1               | 0               |
| S. Carrera    | 15              | 3               |
| R. Clerici    | 16              | 0               |
| C. Crotti     | 21              | 6               |
| R. D'Aquino   | 13              | 6               |
| Dagnino       | 2               | 0               |
| Dotti         | 3               | 2               |
| F. Feher      | 21              | 1               |
| A. Galli (II) | 2               | 0               |
| L. Kovacs     | 9               | 0               |
| G. Marucco    | 18              | 9               |
| E. Patti      | 17              | 0               |
| G. Pestarini  | 14              | 0               |
| P. Ragaglia   | 17              | 1               |
| E. Reynaudi   | 21              | 0               |
| G. Roggia     | 21              | 0               |
| A. Rosina     | 12              | 7               |
| B. Varalli    | 8               | 0               |